# عشرت شایق
عشرت شایق (متولد ۱۳۴۲) فعال اصول‌گرا در عرصه‌های فرهنگی، اجتماعی و سیاسی، نمایندهٔ حوزهٔ انتخابی تبریز، آذرشهر و اُسکو در مجلس هفتم شورای اسلامی و عضو جمعیت ایثارگران انقلاب اسلامی است. وی پس از فراغت از نمایندگی مردم، مسئولیت ریاست مجموعه فرهنگی_تاریخی کاخ سعدآباد تهران را به‌عهده گرفت.
عشرت شایق، در دوره هفتم مجلس شورای اسلامی عضو کمیسیون اصل ۹۰، هیئت تحقیق و تفحص مجلس، نایب رئیس فراکسیون زنان مجلس، فراکسیون اشتغال و کارآفرینی مجلس بود؛ و در خرداد ۱۳۸۷ به ریاست مجموعه فرهنگی تاریخی سعدآباد منصوب شد. او همچنین از ۱۳۸۴ تقریباً به مدت یک سال عضو هیئت مدیره باشگاه استقلال تهران بوده است.

## زندگی
عشرت شایق زاده ۱۳۴۲ در بم است و در رشته فقه و مبانی حقوق اسلامی تحصیل کرده است. او همزمان با تحصیل در دبیرستان،دوره طلبگی را هم در حوزه علمیه قم و کرمان گذرانده است. او از شاگردان علامه آیت‌اللهی بوده است.
وی در حال حاضر مشغول به تحصیل در مقطع دکترای رشته روابط بین‌الملل می‌باشد.
او در سال سوم دبیرستان(۱۳۶۰) و در سن ۱۷ سالگی ازدواج کرده و به تبریز رفت و از همان سال تا اواسط سال ۱۳۸۶(۲۶سال) در تبریز سکونت داشت.

### سوابق
- یک دوره نماینده مجلس شورای اسلامی در دوره هفتم از حوزه انتخابیه تبریز، آذرشهر و اسکو
- مدیر مجموعه فرهنگی-تاریخی سعدآباد تهران
- شروع‌کننده طرح قالیچه صلح و دوستی جهانی با همکاری یونسکو[۱۰]
- عضو شورای مرکزی جمعیت ایثارگران انقلاب اسلامی
- عضو شورای فرهنگی و اجتماعی زنان
- نایب رئیس بانوان فدراسیون جودو[۱۱][۱۲]
- عضو هیئت مدیره شرکت سهامی فرش ایران[۱۳]
- مشاور امور مجلس و استان‌های سازمان صدا و سیما.[۱۴]

### تالیفات
- کنوانسیون رفع تبعیض از زنان یا پذیرش سلطه فرهنگی غرب[۱۵]
- فرازهایی از کلام نور مفاهیم موضوعی قرآن[۱۶]
- نور ولایت فرازهایی از سیره علوی[۱۷]
- مقاله شیوه‌های تأثیرگذاری جهانی زنان مسلمان[۱۸]
- مجموعه مقالات مسائل پیرامونی خانواده
- کودکان و نوجوانان و جوانان در عرصه کربلا
- مفاخر دیار کریمان (کرمان)
- جنگ نرم
- گره‌های صلح و دوستی

### حوزه مجلس
- نماینده مجلس شورای اسلامی در دوره هفتم از حوزه انتخابیه تبریز، آذرشهر، اسکو
- عضو هیئت رئیسه کمیسیون اصل نود قانون اساسی مجلس، کمیته مبارزه با مفاسد اقتصادی مجلس هفتم، نایب رئیس هیئت نظارت بر انتخابات سوم شورای اسلامی شهر و روستا در استان آذربایجان شرقی، نماینده ناظر مجلس در شورای فرهنگی، اجتماعی زنان، عضو فراکسیون ورزش دوره هفتم مجلس شورای اسلامی

### حوزه فرهنگی
- عضو شورای فرهنگی، هنری آموزش و پرورش آذربایجان شرقی
- عضو شورای طرح و برنامه، سیاسی، … صداوسیمای مرکز آذربایجان شرقی
- مدیر و مدرس حوزه علمیه الزهرا (س) تبریز
- عضو مؤسس و دبیر اجرایی کانون کارآفرینی بانوان آذربایجان شرقی
- دبیر اجرایی نمایشگاه‌های بین‌المللی زنان کارآفرین در ترکیه، بلغارستان، امارات، آذربایجان، چین، مالزی و…
- بنیان‌گذار شبکه ملی ارتباط تعاونی‌های زنان روستایی و خانه‌دار
- عضو هیئت مؤسس و دبیر بنیاد خیرین محیط زیست کشور
- طراح و دبیر پروژه بین‌المللی قالیچه صلح و دوستی جهانی با حضور شخصیت‌های ۱۱۶کشور جهان
- کارشناس فرهنگی وسیاسی شبکه سحر (سیمای آذری)
- مدرس دوره‌های جنگ نرم در دانشگاه‌ها و مراکز علمی
- مدیرمسئول نشریه فرهنگی، هنری دو ماهانه طلوع آذر
- عضو مؤسس و مدیر عامل بنیاد فرهنگی گلشن راز
- عضو مؤسس و دبیر مؤسسه صلح و دوستی جهانی
- دبیر جشنواره فیلم کوتاه پروانه‌های ایثار (بزرگداشت زنان حماسه ساز)
- رئیس شورای سیاست‌گذاری جشنواره فیلم مستند خورشید

### حوزه ورزشی
- عضو هیئت مدیره باشگاه فرهنگی ورزشی استقلال[نیازمند منبع]
- نایب رئیس فدراسیون جودو [نیازمند منبع]
- عضو هیئت رئیسه فدراسیون اسکواش[نیازمند منبع]

- مدیر مجموعه فرهنگی تاریخی سعدآباد
- مشاور عالی موزه‌های کشور
- مشاور معاونت امور استان‌های سازمان صداوسیما
- مشاور مرکز ملی فرش ایران
- عضو غیرموظف هیئت مدیره شرکت سهامی فرش ایران

### حوزه سیاسی
- عضو هیئت مؤسس جامعه اسلامی فرهنگیان آذربایجان شرقی
- دبیر جامعه زینب (س) آذربایجان شرقی و ۴دوره عضویت در شورای مرکزی جامعه زینب (س)
- دبیر جمعیت ایثارگران انقلاب اسلامی آذربایجان شرقی و ۲دوره عضو شورای مرکزی جمعیت ایثارگران

## دیدگاه‌ها
- افشای زمین‌خواری ۷ هزار هکتاری در تبریز[۱۹]
- عشرت شایق در فروردین ۱۳۸۵ دربارهٔ طرح مبارزه با بدحجابی گفت: «اینکه هنوز مصداق مبارزه با بی‌حجابی را فقط مبارزه با زنان بی‌حجاب در نظر می‌گیرند، خود جای تردید دارد.» و برخورد اصولی را فرهنگی دانست و افزود: «جوانان اگر این سبک پوشش و آرایش را می‌پذیرند، به دلیل تناسبی است که این مدل‌ها با آرزوها و آرمان‌های دوران جوانی آنان دارد؛ حتی اگر این مدلها با هنجارهای جامعه ما همخوانی نداشته باشد. پس مسئولانی که وظیفه فرهنگ سازی را برعهده دارند، باید به جای برخورد و فقط نهی کردن جوانان، به‌طور اصولی به بررسی کلیه دلایل این موضوع بپردازند و به تببین فرهنگ صحیح و ارائه آن به جوانان بپردازند.»[۲۰] اما در پاییز ۱۳۸۶ طرح ارتقای امنیت اجتماعی را مثبت ارزیابی کرد و خواهان اجرای آن در ادارات دولتی نیز شد.[۲۱]

## قالیچهصلح و دوستی جهانی
وی با طرح ایده بافت قالیچه صلح و دوستی جهانی در زمان ریاست جمهوری سیدمحمدخاتمی در تیرماه ۸۷، توانست با همکاری سازمان فرهنگی یونسکو، پس از گذشت یک‌سال از بیان این ایده، در مراسم قیچی زدن قالیچه صلح و دوستی جهانی در خانه ستارخان، میزبان مسئولان کشوری، لشکری و نماینده یونسکو و ۱۲۰۰ نفر از شخصیت‌های فرهنگی، اقتصادی، اجتماعی و سیاسی از کشورهای مختلف باشد.

شایق، کم‌تر از یک سال پس از عهده‌دار شدن مسئولیت معاونت فرهنگی اجتماعی شهرداری منطقه ۲۲، با همکاری گروهی از نخبگان فرهنگی و اقتصادی استان کرمان در برپایی یک هفته‌ای جشنوارهٔ فرهنگی اقتصادی کرمان از ۱۶ مرداد ۹۴ در برج میلاد، سهم بسزایی را در معرفی ابعاد فرهنگی و اقتصادی استان کرمان بر عهده داشت و در مجموعهٔ مفاخر دیار کریمان، از کتابی با همین عنوان رونمایی کرد.
شخصیت‌های سیاسی متعددی از این جشنواره بازدید کردند، که در این میان می‌توان به قاسم سلیمانی و اکبر هاشمی رفسنجانی (در اختتامیه)، به عنوان برجسته‌ترین شخصیت‌ها یاد کرد.